# Bedford (Indiana)

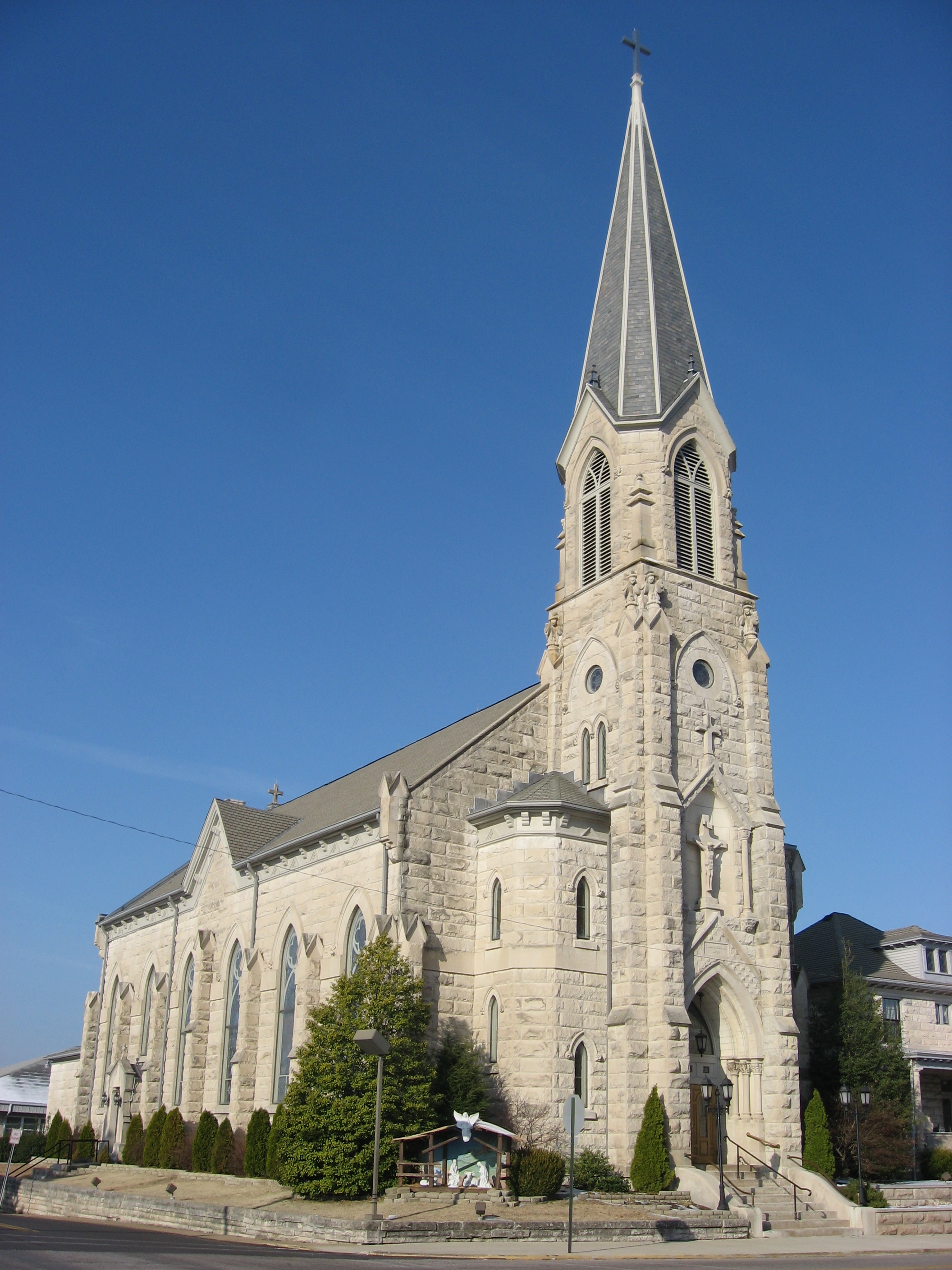
St. Vincent de Paul Church (1893)

Bedford è una città degli Stati Uniti d'America, capoluogo della Contea di Lawrence, nello Stato dell'Indiana.
La popolazione era di 13.768 abitanti nel censimento del 2000.